# جمعية كشافة توفالو
ظهرت الحركة الكشفية لأول مره في توفالو عام 1914، في حين يعرف في محميات بريطانية تدعى جيلبرت وجزر إليس. في السنوات الأولى كانت الكشافة كفرع تابعه لجمعية الكشافة (في المملكة المتحدة). تأسست جمعية جيلبرت وإليس الكشفية في عام 1927، وأصبحت عضو في المنظمة العالمية للحركة الكشفية في عام 1933. تم فصل عضوية كشافة جزر جيلبرت وإيليس من المنظمة العالمية للحركة الكشفية في عقد 1970 بعدما أصبحت دولة مستقلة تابعه لدول الكومنولث وبعد ذلك وبدأت الحركات الكشفية تأخذ مسار مختلف.

## التاريخ
تأسست جمعية كشافة توفالو مرة أخرى في عام 1975 كفرع تابع لجمعية الكشافة البريطانية، ولكن تم فصلها من العضوية بعد أن أصبحت أحد دول الكومنولث عام 1979. كشافة توفالو تم تأسيها مره أخرى في عام 2004. وكان للجمعية حوالي 450 عضوا فقط آنذاك.